# Akysis scorteus
Akysis scorteus är en fiskart som beskrevs av Page, Hadiaty och López 2007. Akysis scorteus ingår i släktet Akysis och familjen Akysidae. Inga underarter finns listade i Catalogue of Life.